# Nemeși
Nemeși falu Romániában, Erdélyben, Fehér megyében. Közigazgatásilag Alsóvidra községhez tartozik.

## Fekvése
Alsóvidra (Vidra) mellett fekvő település.

## Története
Nemeşi az Aranyos völgyében fekvő és az Alsóvidrához tartozó a hegyoldalakon elszórt apró, pár házas, mócok lakta települések egyike, mely  korábban Alsóvidra része volt. 1956 körül vált külön településsé 144 lakossal.
1966-ban 138, 1977-ben 135, 1992-ben 85, 2002-ben pedig 74 román lakosa volt.

## Nevezetességek
- Pisoaia vízesés és tájrezervátum - A falu határában, a Kis-Aranyos völgyében, a Slatina patak befolyásától nem messze található:[2]
- Csigadomb (Dealul cu melci) paleontológiai rezervátum[3]